# 合核冬青
合核冬青（学名：Ilex synpyrena）是冬青科冬青属的植物，为中国的特有植物。分布在中国大陆的云南等地，目前已由人工引种栽培。